# Zbigniew Jan Zieliński
Zbigniew Jan Zieliński (Gdańsk, 14 de janeiro de 1965) é um padre católico romano polonês e nomeado arcebispo de Poznań.

## Vida
Zbigniew Zieliński obteve uma qualificação profissional como mecânico na Escola de Construção Naval Conradinum em Gdańsk em 1987, além de seu diploma do ensino médio. No mesmo ano, ele entrou no seminário e em 18 de maio de 1991 recebeu o sacramento da ordenação sacerdotal para a Arquidiocese de Gdansk do Arcebispo Tadeusz Gocłowski, C.M..
Depois de anos como capelão em Gdansk, de 2000 a 2008 foi chefe do escritório pastoral e responsável pela veneração da imagem de Jesus Misericordioso na Arquidiocese de Gdansk. Durante esse período, ele recebeu seu doutorado em teologia pastoral pela Universidade Cardeal Stefan Wyszyński em Varsóvia em 2004 . De 2004 a 2006 foi professor de sociologia da religião na Universidade de Gdansk . De 2004 a 2007, ele também foi pároco em Sopot e depois pároco da catedral de Oliva . Em 2007, o Papa Bento XVI concedeu-lhe... o título honorário de Capelão Honorário Papal ( Monsenhor ).
Antes de sua nomeação como bispo auxiliar, ele foi pároco da Co-Catedral de Santa Maria, membro do Conselho dos Presbíteros e do Colégio de Consultores, e professor de teologia pastoral no Seminário de Gdańsk.
Em 26 de setembro de 2015, o Papa Francisco o nomeou Bispo Titular de Medeli e Bispo Auxiliar de Gdansk. Foi ordenado bispo pelo Arcebispo Sławoj Leszek Głódź em 24 de outubro do mesmo ano. Os co-consagradores foram o Núncio Apostólico na Polônia, Arcebispo Celestino Migliore, e o Arcebispo Emérito de Gdansk, Tadeusz Gocłowski, C.M..
Em 10 de março de 2022, o Papa Francisco o nomeou Bispo Coadjutor de Koszalin-Kołobrzeg. A inauguração ocorreu em 16 de março do mesmo ano. Com a renúncia de Edward Dajczak em 2 de fevereiro de 2023, ele o sucedeu como Bispo de Koszalin-Kołobrzeg. De 24 de fevereiro a 25 de outubro de 2024, ele também administrou a Arquidiocese vaga de Stettin-Cammin como Administrador Apostólico .
O Papa Francisco o nomeou Arcebispo de Poznań em 19 de março de 2025.